# خالد الغنامي
خالد عاذي الغنامي العتيبي؛ (ولد في 14 يناير 1966 في الخبر)، كاتب ومترجم ومفكر سعودي.

## التعليم
- حاصل على شهادة البكالوريوس في اللغة الإنكليزية من جامعة الملك سعود بالرياض عام 1992.

## حياته
- إعلامي ومترجم وباحث في الأديان والفلسفة، عضو الحلقة الفلسفية بنادي الرياض الأدبي، وهو كاتب في جريدة الوطن السعودية منذ عام 2001 في صفحة الرأي،[3] كما كتب في جريدة عكاظ.
- له حضور في القنوات الفضائية ومشاركات في الحوارات الفكرية والإصلاحية الاجتماعية، وشارك في عدد من البرامج على القنوات الفضائية كقناة العربية وقناة الحرة، وناقش فيها قضايا تتعلق بشؤون دينية واجتماعية وفكرية.
- كان ذو توجه ليبرالي إلا أنه تراجع عنه مبينا نتائجه التي رآها سلبية في أحد لقاءاته.
- كتب من عام 2011 في جريدة الشرق وأشهر مقالاته في عام 2012 الليبرالية بوابة لكل عدو التي أعلن فيه براءته من الفكر الليبرالي.
- بدأ الكتابة في مجلة «المجلة» من عام 2023م.[4]

## كتبه

### المؤلفات
| الكتاب                                                    | التاريخ | ملاحظات |
| --------------------------------------------------------- | ------- | ------- |
| جواز صلاة الرجل في بيته: دراسة فقهية حديثية لصلاة الجماعة | 2007    | [ 5 ]   |
| السعادة الابدية: بين الدين والفلسفة                       | 2014    | [ 6 ]   |
| عوالم ابن تيمية                                           | 2022    | [ 7 ]   |
| توسيع دائرة الشكوكيين                                     | 2024    | [ 8 ]   |

### الترجمات
| الكتاب                                                                       | المؤلف         | التاريخ | ملاحظات |
| ---------------------------------------------------------------------------- | -------------- | ------- | ------- |
| قدمي اليسرى                                                                  | كريستي براون   | 2012    | [ 9 ]   |
| مشكلات الفلسفة                                                               | برتراند راسل   | 2017    | [ 10 ]  |
| القيادة العليا: الجنود ورجال الدولة والقيادة في زمن الحرب                    | إليوت أ. كوهين | 2017    |         |
| تعاليم المتصوِّفة: مختارات من كلام عظماء المتصوِّفة والكتابات الصوفيَّة حول العالم | والتر ستيس     | 2019    | [ 11 ]  |
| طريق الزن                                                                    | آلان واتس      | 2021    | [ 12 ]  |
| نظريات اللذة من أرسطبوس إلى سبنسر                                            | جون واطسون     | 2022    | [ 13 ]  |

## وصلات خارجية
- صحيفة الشرق.